# Heggholmen fyr
Heggholmen fyr ligger på Heggholmen i indre Oslofjord, ved hovedindsejlingen til Oslo havn (Skibsløbet). Fyret er bygget som en hjørnelygte på en træbygning. På taget af bygget er der et tårn med tågeklokke og nautofon. Fyrbygningen som den er nu, er opført i 1876 og bygget i schweizerstil.
Allerede i 1827 indgik Christiania Havnecommision aftale med styrmand Svend Iversen som boede her om at han på den væg som vendte mod Nesodden skulle «indrette et Karnap Vindu med fornøden Skammel Indretning til Anbringelse af et saadant Lampefyr.» For dette skulle han få fire speciedaler samt råderet over «Hægholmen og tilliggende Herligheder til evig tid.» Fyret fik elektrisk drift i 1928 som det første i Norge, og blev automatiseret i 1959. Fyrvogterstillingen blev inddraget i 1972, og fyret har siden været ubemandet.
Heggholmen fyr er fredet efter lov om kulturminner.

## Eksterne kilder og henvisninger
- Wikimedia Commons har flere filer relateret til Heggholmen fyr
- Heggholmen fyr på Riksantikvarens hjemmeside kulturminnesok.no
- Norsk fyrliste 2012 (Webside ikke længere tilgængelig) Kystverket
- Heggholmen fyrstasjon Norsk Fyrhistorisk Forening